# Rás Tailteann
La Rás Tailteann est une course cycliste irlandaise créée en 1953. Entre 2005 et 2018, elle fait partie du calendrier de l'UCI Europe Tour, en catégorie 2.2. Elle est par conséquent ouverte aux équipes continentales professionnelles irlandaises, aux équipes continentales, à des équipes nationales et à des équipes régionales ou de clubs. Les UCI ProTeams (première division) ne peuvent pas participer.
De 1984 à 2017, la course a porté le nom de ses sponsors successifs : FBD Milk Rás de 1984 à 2004, pour FBD Insurance (en) et le lait irlandais, puis FBD Insurance Rás de 2005 à 2010, la compagnie d'assurance  devenant la seule titulaire du naming de la course, et An Post Rás de 2011 à 2017, du nom du service postal irlandais.
Shay O'Hanlon détient avec quatre succès, en 1962, 1965, 1966 et 1967, le record de victoires sur cette course
L'édition 2019 est annulée en raison de manque de sponsors, tandis que celle de 2020 est annulée en raison de la pandémie de coronavirus,. 

## Palmarès
| Année     | Vainqueur              | Deuxième             | Troisième              |
| --------- | ---------------------- | -------------------- | ---------------------- |
| 1953      | Colm Christle (en)     | Pat Kenna            | Kerry Sloan            |
| 1954      | Joe O'Brien (en)       | Cecil O'Reilly       | Mick Palmer            |
| 1955      | Gene Mangan (en)       | Frank Ward (en)      | Mick Palmer            |
| 1956      | Paudie Fitzgerald (en) | John Keane           | Pat O'Meara            |
| 1957      | Frank Ward (en)        | Gerry Keogh          | Ben McKenna (en)       |
| 1958      | Mick Murphy (en)       | Ben McKenna (en)     | Cathal O'Reilly        |
| 1959      | Ben McKenna (en)       | Ronnie Williams      | Seamus Murphy          |
| 1960      | Paddy Flanagan (en)    | Dan Ahern            | Mick Murphy (en)       |
| 1961      | Tom Finn (en)          | Ben McKenna (en)     | Shay O'Hanlon          |
| 1962      | Shay O'Hanlon          | Sonny Cullen (en)    | Paddy Neary            |
| 1963      | Zbigniew Głowaty (en)  | Dan Ahern            | Marian Chojnacki       |
| 1964      | Paddy Flanagan (en)    | Ben McKenna (en)     | Shay O'Hanlon          |
| 1965      | Shay O'Hanlon          | Sean Lally           | Jimmy Kennedy          |
| 1966      | Shay O'Hanlon          | Jean Bellay          | John Dorgan            |
| 1967      | Shay O'Hanlon          | Pierre Ropert        | Paddy Flanagan (en)    |
| 1968      | Miloš Hrazdíra         | Pavel Doležel (de)   | Karel Vávra (de)       |
| 1969      | Brian Connaughton (en) | Johnny Lonergan      | Jean Grini             |
| 1970      | Alexandre Gussiatnikov | Viktor Khrapov       | Gainan Saidschushin    |
| 1971      | Colm Nulty (en)        | John Mangan (en)     | Gabriel Howard         |
| 1972      | John Mangan (en)       | Mike O'Donaghue (en) | Brian Connaughton (en) |
| 1973      | Mike O'Donaghue (en)   | Bernard Dupin        | Michael Cahill         |
| 1974      | Peter Doyle (en)       | Sean Lally           | Paddy Flanagan (en)    |
| 1975      | Paddy Flanagan (en)    | Josef Zebisch        | Séamus Kennedy (en)    |
| 1976      | Fons Steuten (en)      | Colm Nulty (en)      | Mick Nulty             |
| 1977      | Yuri Lavrushkin (en)   | Sergueï Chelpakov    | Paddy Flanagan (en)    |
| 1978      | Séamus Kennedy (en)    | Bobby Power          | Helmut Willer          |
| 1979      | Stephen Roche          | Jean-Claude Breure   | Alan McCormack (en)    |
| 1980      | Billy Kerr (en)        | Jorg Petersen        | Mick Nulty             |
| 1981      | Jamie McGahan (en)     | Aiden McKeown        | Norman Lindsay         |
| 1982      | Dermot Gilleran (en)   | Jamie McGahan (en)   | Martin Earley          |
| 1983      | Philip Cassidy (en)    | Gary Thomson (en)    | Jamie McGahan (en)     |
| 1984      | Stephen Delaney (en)   | John Shortt          | Raphael Kimmage        |
| 1985      | Nikolai Kossiakov      | Evgueni Antonovitch  | Vladimir Zverok        |
| 1986      | Stephen Spratt (en)    | Michael Kinsella     | Andrew Hitchens        |
| 1987      | Paul McCormack (en)    | O. Heuze             | Joe Barr               |
| 1988      | Paul McCormack (en)    | Andy Hurford         | John McQuaid (en)      |
| 1989      | Dainis Ozols           | Arvis Piziks         | A. Iarlomis            |
| 1990      | Ian Chivers            | Klaus De Muynck      | Declan Lonergan (en)   |
| 1991      | Kevin Kimmage (en)     | Declan Lonergan (en) | Gethin Butler          |
| 1992      | Stephen Spratt (en)    | Giuseppe Guerini     | Bobby Power (en)       |
| 1993      | Eamonn Byrne           | Neil Hoban (en)      | David Hourigan         |
| 1994      | Declan Lonergan (en)   | Stephen Farrell (en) | Lee Davis              |
| 1995      | Paul McQuaid (en)      | Dave Williams        | Matthew Stephens       |
| 1996      | Tommy Evans (en)       | David McCann         | Ben Luckwell (en)      |
| 1997      | Andrew Roche (en)      | Mark McKay           | Kevin Dawson           |
| 1998      | Ciaran Power           | Tommy Evans (en)     | Stéphane Rifflet       |
| 1999      | Philip Cassidy (en)    | Dermot Finnegan      | Colby Pearce           |
| 2000      | Julian Winn            | Wayne Randle (en)    | Mark Lovatt (en)       |
| 2001      | Paul Manning           | Nicholas White       | Christian Knees        |
| 2002      | Ciaran Power           | Chris Newton         | Hubert Nowak           |
| 2003      | Chris Newton           | Tobias Lergard       | Ari Hojgaard           |
| 2004      | David McCann           | Valter Bonča         | David O'Loughlin       |
| 2005      | Chris Newton           | Malcolm Elliott      | Morten Hegreberg       |
| 2006      | Kristian House         | Danny Pate           | Morten Hegreberg       |
| 2007      | Tony Martin            | Paídi O'Brien        | Peter McDonald         |
| 2008      | Stephen Gallagher      | Roger Aiken          | Rob Partridge          |
| 2009      | Simon Richardson       | Mads Christensen     | Jan Bárta              |
| 2010      | Alexander Wetterhall   | Peter Williams       | Dan Craven             |
| 2011      | Gediminas Bagdonas     | Anatoliy Pakhtusov   | Oleksandr Sheydyk      |
| 2012      | Nicolas Baldo          | Thomas Rostollan     | Martin Hunal           |
| 2013      | Marcin Białobłocki     | Connor McConvey      | Rasmus Guldhammer      |
| 2014      | Clemens Fankhauser     | Alex Peters          | Nic Hamilton           |
| 2015      | Lukas Pöstlberger      | Joshua Edmondson     | Ryan Mullen            |
| 2016      | Clemens Fankhauser     | Jai Hindley          | Lucas Hamilton         |
| 2017      | James Gullen           | Ike Groen            | Cameron Meyer          |
| 2018      | Luuc Bugter            | Cyrille Thièry       | Robbe Ghys             |
| 2019-2021 | Pas organisé           | Pas organisé         | Pas organisé           |
| 2022      | Daire Feeley           | Louis Sutton         | Adam Ward              |
| 2023      | Dillon Corkery         | Cormac McGeough      | Conor McGoldrick       |
| 2024      | Dom Jackson            | Conn McDunphy        | Liam O´Brien           |
| 2025      | George Kimber          | Jamie Meehan         | Odhran Doogan          |